# Flugunfall einer Avro 685 York in Gambia 1946
Der Flugunfall der Star Leader ereignete sich am 7. September 1946 mit der Avro 685 York G-AHEW mit dem Taufnamen Star Leader in der britischen Kolonie Gambia.

## Flugzeug
Das Flugzeug war die erste, im Juli 1946 an die British South American Airways (BSAA) gelieferte Avro 685 York und erhielt das Luftfahrzeugkennzeichen G-AHEW. Alle 12 York der BSAA trugen Namen mit dem Präfix Star, entsprechend erhielt die erste York den Taufnamen Star Leader.

## Passagiere, Besatzung und Flugplan
Der Flug war von London nach Buenos Aires über Lissabon-Portela, Bathurst-Yundum, Natal, Rio de Janeiro-Santos Dumont und Montevideo geplant.
Bei dem Unfall wurden alle 20 Passagiere und 4 Besatzungsmitglieder an Bord getötet.

## Unfallhergang
Das Flugzeug war um 2.43 Uhr am Bathurst-Yundum Airport angekommen, wo es eine neue Besatzung übernahm. Das Wetter war ohne Auffälligkeiten, mit Sichtweite von 10 Meilen und Wolkenbasis 1.500 ft 3/10 Stratocumulus. Der Wind kam aus Westsüdwest mit zwei Knoten.
Gegen 4.08 Uhr startete die York erneut in Richtung Natal. Kurz nach dem Start um 4.10 Uhr von dem Bathurst-Yundum Airport (heute Banjul International Airport) stürzte das Flugzeug drei Kilometer südlich des Flughafens ab. Ein Flügel der Maschine streifte zuerst Bäume in einer Höhe von 40 bis 50 Fuß und stürzte dann durch weitere Bäume, als die Maschine nach links rollte. Das Flugzeug ging in Flammen auf.
Der Unfallflug war der erste York-Flug des Kapitäns im Linienverkehr, und es war auch der erste Start, den er in einer York machte, die eine Abflugmasse von über 31.000 kg hatte.

## Ursachen
Der Flugkapitän verlor beim Steigflug die Kontrolle über das Flugzeug und die Maschine stürzte ab. Die Ursache konnte nicht genau geklärt werden, eine falsche Handhabung der Steuerung wurde nicht ausgeschlossen.

## Erinnerung

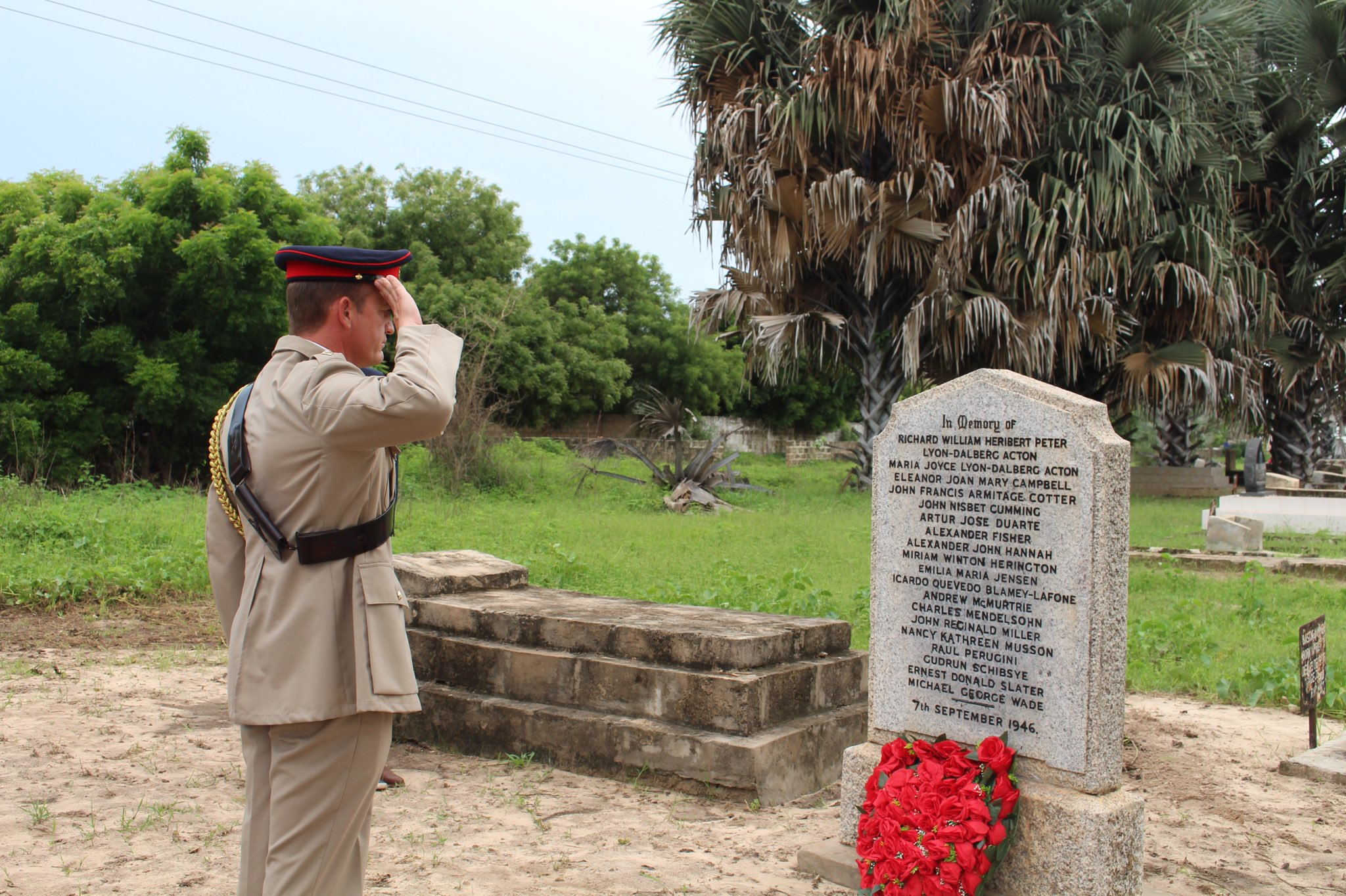
Am 7. September 2019 feierte das britische Hochkommissariat auf dem Friedhof von Jeshwang eine Zeremonie zum Gedenken an diejenigen, die 1946 bei dem Flugzeugabsturz in der Nähe von Banjul ihr Leben ließen.

Das Ereignis war in der Geschichte der gambischen Luftfahrt der folgenschwerste Flugunfall (Stand 2019).
Alle Opfer wurden auf dem Europäischen Friedhof in Bathurst (heute Banjul) beigesetzt. Die Gräber wurden 1996 unter der Aufsicht von bewaffneten Soldaten in Eile auf den Jeshwang Cemetery gebracht, als der Präsident Yahya Jammeh beschloss, an diesem Ort den Arch 22 zu errichten. Lange Zeit, bis vor 2019, war das Schicksal der Gräber den Familien in Großbritannien, Neuseeland und Übersee unbekannt. Nach einer Anfrage der Tochter eines Verstorbenen gelang es dem britischen Hochkommissariat, sich mit den Familien einiger der an Bord befindlichen Personen in Verbindung zu setzen. Durch die Abhaltung einer Zeremonie hoffte man, an diesem traurigen Jahrestag Trost spenden zu können.
Am 7. September 2019 feierte das britische Hochkommissariat auf dem Friedhof von Jeshwang eine Zeremonie zum Gedenken an diejenigen, die 1946 bei dem Flugzeugabsturz in der Nähe von Banjul ihr Leben ließen. In einer kurzen Ansprache sprach die Hochkommissarin Sharon Wardle über die Auswirkungen des Verlusts auf die Familien und die Wichtigkeit, die Erinnerung an diejenigen zu bewahren, deren letzte Ruhestätte sich in Gambia befinde. Sie lobte die Unterstützung des National Centre for Arts and Culture (NCAC) bei der Zusammenstellung des Geschehens und der Erläuterung der Umstände für die Verlegung der Gräber. Das Hochkommissariat wolle mit dem NCAC zusammenarbeiten, um eine Gedenktafel im National Museum zu errichten, um weiterhin alle Verstorbenen zu ehren. Die Anwesenden legten Kränze und Blumen zum Gedenken an alle Opfer ans Grab, und die Worte des Beileids wurden von Reverend James Cole und Imam Ebrima Njie zum Ausdruck gebracht.
Am 1. Juli 2020 wurde mit Unterstützung des NCAC am Arch 22, dem Standort des ehemaligen Europäischen Friedhofes, eine Gedenktafel für dieses Ereignis angebracht.